# Пансерраїкос
ФК Пансерраїкос (грец. Πανσερραϊκός) — професійний грецький футбольний клуб з міста Сере, Центральна Македонія. Заснований 1964 року. Основні клубні кольори — червоний та білий.

## Історія виступів у національних лігах
- 1964–1965: Бета Етнікі
- 1965–1971: Альфа Етнікі
- 1971–1972: Бета Етнікі
- 1972–1979: Альфа Етнікі
- 1979–1980: Бета Етнікі
- 1980–1984: Альфа Етнікі
- 1984–1985: Бета Етнікі
- 1985–1986: Альфа Етнікі
- 1986–1987: Бета Етнікі
- 1987–1988: Альфа Етнікі
- 1988–1989: Бета Етнікі
- 1989–1992: Альфа Етнікі
- 1992–1993: Бета Етнікі
- 1993–1994: Гамма Етнікі
- 1994–1995: Бета Етнікі
- 1995–1996: Гамма Етнікі
- 1996–2008: Бета Етнікі
- 2008–2009: Альфа Етнікі
- 2009–2010: Бета Етнікі
- 2010–2011: Альфа Етнікі
- 2011–2013: Суперліга 2
- 2013–2015: Футбольна ліга
- 2015–2018: Суперліга 2
- 2018–2019: Футбольна ліга
- 2019–2020: Гамма Етнікі
- 2020–2021: Футбольна ліга
- 2021–2023: Суперліга 2
- 2023–: Суперліга

## Відомі гравці
Греція
- Сакіс Анастасіадіс
- Іоакім Хавос
- Траянос Деллас
- Евангелос Калогеропулос
- Христос Мелісіс
- Іліас Савідіс
- Панайотіс Софіанопулос
- Константінос Тарасіс
- Зісіс Цекос
- Георгіос Цифуотіс
- Дімітріос Айвазідіс

Інші країни
- Едвін Мураті
- Маамар Мамуні
- Йордан Господінов
- Бойчо Велічков